# Phoxostoma variegatus
Phoxostoma variegatus is een vlokreeftensoort uit de familie van de Lysianassidae. De wetenschappelijke naam van de soort is voor het eerst geldig gepubliceerd in 1856 door Stimpson.